# Emilio Martín
Emilio Antonio Martín Romero né le 22 juin 1986 à Huelva (Andalousie), est un triathlète et duathlète professionnel espagnol, double champion du monde de duathlon en 2012 et 2015

## Biographie

### Carrière en duathlon
En 2015, Emilio Martin, remporte le titre mondial en duathlon courte distance, lors d'une course où il ne laisse aucune chance à ses adversaires du jour. Au terme d'un engagement tactique et intensif, il réussit à tenir à distance le champion du monde en titre, le Français Benoit Nicolas et reconquiert le titre pour la deuxième fois après celui de 2012. Il s'impose avec neuf secondes d'avance sur le Français et près d'une minute sur le Britannique Mark Buckingham et le Belge Rob Woestenborghs champion du monde 2013. Ce dernier annonce à cette occasion et à l'âge de 39 ans, la fin de sa carrière professionnelle.

## Palmarès
Le tableau présente les résultats les plus significatifs (podium) obtenus sur le circuit national et international de duathlon depuis 2012,.
| Année                             | Compétition                                   | Pays          | Position           | Temps           |
| --------------------------------- | --------------------------------------------- | ------------- | ------------------ | --------------- |
| 2017                              | Championnats du monde de duathlon             | Canada        | Médaille d'argent  | 1 h 54 min 57 s |
| Championnats d'Europe de duathlon | Espagne                                       | Médaille d'or | 1 h 46 min 7 s     |                 |
| 2016                              | Championnats du monde de duathlon             | Espagne       | Médaille d'argent  | 1 h 42 min 35 s |
| 2015                              | Championnats du monde de duathlon             | Australie     | Médaille d'or      | 1 h 47 min 11 s |
| 2015                              | Championnats d'Europe de duathlon             | Espagne       | Médaille d'argent  | 1 h 50 min 40 s |
| 2014                              | Championnats du monde de duathlon             | Espagne       | Médaille de bronze | 1 h 50 min 57 s |
| 2014                              | Championnats du monde de duathlon par équipes | Espagne       | Médaille d'argent  | 1 h 34 min 20 s |
| 2014                              | Championnat de duathlon - Espagne             | Espagne       | Médaille d'argent  | 0 h 57 min 4 s  |
| 2013                              | Championnats du monde de duathlon             | Colombie      | Médaille d'argent  | 1 h 44 min 23 s |
| 2013                              | Championnat de duathlon - Espagne             | Espagne       | Médaille d'or      | 1 h 50 min 58 s |
| 2013                              | Powerman Belgique                             | Belgique      | Médaille d'or      | 2 h 32 min 41 s |
| 2012                              | Championnats du monde de duathlon             | France        | Médaille d'or      | 1 h 40 min 40 s |